# Boșorod
Boșorod – wieś w Rumunii, w okręgu Hunedoara, w gminie Boșorod. W 2011 roku liczyła 845 mieszkańców.